# Герб Боянівки (Рівненський район)
Герб Боянівки — офіційний символ села Боянівка, Рівненського району Рівненської області, затверджений 26 листопада 2021 р. рішенням сесії Олександрійської сільської ради.
Автори — А. Гречило та Ю. Терлецький.

## Опис герба
Щит перетятий хвилясто, у верхньому зеленому полі три золоті ялинові шишки,у нижній срібній — дві сині хвилясті балки.

## Значення символів
Зелене поле і шишки означають щедрі ліси, а срібно-сині хвилясті смуги — озера та річки.